# Lost in the Supermarket
Pistes de London Calling
The Right Profile
(B.2) Clampdown
(B.4)
Lost in the Supermarket est un morceau du groupe The Clash qui apparait sur leur troisième album, le double London Calling sorti le 14 décembre 1979. D’une durée de 3:47, la chanson est écrite et composée par le duo Joe Strummer et Mick Jones. La chanson est produite par Guy Stevens, enregistrée par Bill Price et Jerry Green au Wessex Studios en Angleterre et elle est distribuée par CBS Records. Elle est interprétée par Mick Jones à la guitare solo et au chant principal, Joe Strummer à la guitare rythmique et aux chœurs, Paul Simonon à la guitare basse et Topper Headon à la batterie.
Cette chanson est assez illustrative de l’album et de la progression musicale du groupe. Avec ses influences disco et pop, Lost in The Supermarket s’inscrit dans l’éclectisme des Clash et dans la volonté de ne pas faire table rase de l’histoire du rock.

## Structure
À l’inverse des standards, le morceau commence par un refrain et, de manière encore plus atypique, la première phrase du refrain est également le titre de ce morceau.
La structure se décompose comme suit:    
| Partie                                                               | Nombre de mesures | Durée        |
| -------------------------------------------------------------------- | ----------------- | ------------ |
| \| Introduction (avec un hook introductif, réponse guitare-basse) \| | 8 mesures         | 0 :00-0 :26  |
| Refrain                                                              | 4 mesures         | 0 :26-0 :39  |
| Couplet 1                                                            | 8 mesures         | 0 :39- 1 :06 |
| Refrain                                                              | 4 mesures         | 1 :06- 1 :19 |
| Couplet 2                                                            | 8 mesures         | 1 :19-1 :44  |
| Refrain                                                              | 4 mesures         | 1 :44- 1 :57 |
| Solo                                                                 | 4 mesures         | 1 :57-2 :10  |
| Refrain                                                              | 28 mesures        | 2 :10- 3 :47 |
| Introduction (avec un hook introductif, réponse guitare-basse)       |                   |              |

Dans les refrains les hypermètres du chant commencent sur la croche après le premier temps et terminent sur le temps 4 à l’exception de la quatrième mesure du refrain où le chant « hap-pi-ly » s’arrête sur le 3e temps, laissant à Jones l’occasion de reprendre sa respiration. Au niveau des couplets, il y a moins d’organisation, mais une récurrence d’un temps et demi apparaît presque entre chaque 2 mesures. À part durant les huit mesures de l’introduction et deux mesures du solo, il n’y a pas de parties purement instrumentales.

## Harmonie
Le morceau est dans une tonalité de Mi majeur (E maj). La progression harmonique des couplets et des refrains est la suivante : 
| I  | VI     | IV | V  |
| MI | DO#min | LA | SI |

Il est intéressant de noter que la ligne de basse sur le cinquième degré se termine par une sixte, le Sol#, donnant à la chanson une touche pop émotive et fragile. Cette progression harmonique permet de mettre en avant les influences pop de la chanson. En effet, en suivant la progression des accords I VI IV V, elle suit parfaitement le schéma de la pop des années cinquante appelée 50’s progression.

## Influences et instrumentation
Les influences de Lost in the Supermarket ne se limitent pas uniquement à la pop. Dans l’instrumentation de la chanson, la batterie et la basse suivent des influences disco. Headon, à la batterie, utilise le floor tom en remplacement de la caisse claire dans les 8 premières mesures des refrains, il joue des doubles croches en contre-temps au charleston à 148 BPM et utilise également un güiro (instrument d’Amérique latine) en overdub dans la dernière section du morceau, les percussions latines étaient largement utilisées dans la musique disco. La basse utilise la technique du palm mute, et suit une ligne disco. Les guitares ne sont pas en reste de cette influence. D’une part, des plans « funky » se trouvent dans les parties de guitare lead, d’autre part, les guitares sont traitées avec des effets qui ne sont pas considérés comme punk, notamment dans l’utilisation d’une chambre d'écho Roland RE-501, donnant aux guitares un son de chorus doux et lisse. La référence à la disco apparaît également dans les paroles, « I’ve got my giant hit discotheque album ». Néanmoins, l’influence punk peut trouver une résurgence dans l’ambitus vocal qui est assez restreint et particulièrement limité dans les refrains où il ne dépasse pas la quinte, alors qu’il est un peu plus large dans les couplets où il s’étend à la sixte. L’utilisation d’un glissando et le fait que les voix soient enregistrées deux fois participent à l’approximation tonale et à rendre la voix essoufflée et contrariée.

## Écriture et texte
Même si d’un point de vue instrumental Lost in the supermaket s’égare quelque peu des standards du punk, le texte quant à lui est bien représentatif du genre. Les paroles de la chanson furent longtemps attribuées à Mick Jones, cependant elles ont été écrites par Joe Strummer en écriture solitaire au dos d’une enveloppe d’un jeu de cordes Ernie Ball. Lost in the Supermarket met en avant un protagoniste à la première personne qui pourrait à la fois faire référence à l’enfance de Strummer et celle de Jones. La chanson est une métaphore de la vie moderne, avec toutes ses grandes promesses, sa commodité et son artificialité axée sur la surconsommation. Nous y retrouvons donc l’ambition des Clash d’être critiques par rapport à la société et d’être la conscience politique du punk. Lost in the Supermarket dialogue également avec une autre chanson de l’album Rudie Can't Fail et permet de reconnecter et d’étendre le personnage du refrain qui cherche son âme dans le supermarché.

## Représentation
Tous les éléments empruntés à la musique disco (traitement du son, ligne de basse, overdubs vocaux et à la batterie) ont rendu les prestations très compliquées, c’est pourquoi il n’existe que très peu de représentations live du morceau.